# Người Q'eqchi'
Người Q'eqchi' (/qʼeqt͡ʃiʔ/) (K'ekchi' trong cách viết cũ, hay đơn giản là Kekchi ở nhiều trường hợp, như tại Belize) là một trong các dân tộc Maya tại Guatemala và Belize. Ngôn ngữ của họ là tiếng Q'eqchi'.
Trước thời điểm bắt đầu của cuộc xâm lược Guatemala của người Tây Ban Nha vào thập niên 1520, người Q'eqchi' tập trung ở nơi ngày nay là các tỉnh Alta Verapaz và Baja Verapaz. Trong suốt những thế kỷ tiếp theo, với sự di cư và tái cư ngụ đã dẫn đến sự lan rộng của các cộng đồng Q'eqchi' đến các vùng khác của Guatemala (Izabal, Petén, El Quiché), nam Belize (huyện Toledo), và một số nhỏ hơn ở nam México (Chiapas, Campeche). Đa số họ vẫn sống tại Alta Verapaz và nam Petén; ngày nay, người Q'eqchi' có phần bố rộng nhất về mặt địa lý trong các dân tộc Maya ở Guatemala.